# Linger (singel The Cranberries)
Linger – ballada rockowa irlandzkiej grupy The Cranberries, wydana jako ich drugi singel. W utworze poza członkami zespołu słychać sekcję smyczkową. Singel stał się pierwszym utworem tego zespołu, który odniósł komercyjny sukces. W filmie dokumentalnym dołączonym na DVD do albumu Stars – The Best of 1992–2002, O’Riordan powiedziała, że tekst utworu jest o jej pierwszym prawdziwym pocałunku.
„Linger” znalazło się na 86. miejscu na zesawieniu 100 najlepszych utworów lat 90. VH1.

## Lista utworów
North American CD Single (1993)
1. „Linger” – 4:34
2. „Liar” – 2:21
3. „Them” – 3:44
4. „Reason” – 2:01

UK and European 12" Single
1. „Linger” (wersja albumowa) – 4:34
2. „Reason” (wcześniej niewydane) – 2:02
3. „How” (Radical Mix) – 2:58

US CD Single/Promo
1. „Linger” (wersja radiowa) – 4:11
2. „Linger” (wersja albumowa) – 4:34

US 7" Single/Promo
1. „Linger” (wersja albumowa) – 4:34
2. „Dreams” (wersja albumowa) – 4:32

Cassette Singles
US Cassingle
1. „Linger” (wersja albumowa) – 4:34
2. „How” – 2:56

UK Cassingle
1. „Linger” (wersja albumowa) – 4:34
2. „Reason” (wcześniej niewydane) – 2:02

UK and European CD Single (1994)
1. „Linger” (wersja albumowa) – 4:34
2. „Pretty” – 2:16
3. „Waltzing Back” (Live at The Record Plant, Hollywood) – 4:01
4. „Pretty” (Live at The Record Plant, Hollywood) – 2:11

UK and European 7" Single
1. „Linger” (wersja albumowa) – 4:34
2. „Pretty” – 2:16